# 新津々良トンネル
新津々良トンネル（しんつづらトンネル）は、富山県高岡市と氷見市の市境にある富山県道64号高岡氷見線のトンネル。
本項では旧道の津々良隧道（つづらずいどう）についても記述する。

## 新津々良トンネル
新津々良トンネル（しんつづらトンネル）は、富山県高岡市と氷見市の市境にある富山県道64号高岡氷見線のトンネル。1979年（昭和54年）8月開通。全長530m。
高岡市と氷見市を結ぶ富山県道64号高岡氷見線の山間部にある。
氷見側の坑口近くに竣工記念碑が設置されている。

## 津々良隧道
津々良隧道（つづらずいどう）は、富山県高岡市と氷見市の市境にある富山県道64号高岡氷見線旧道のトンネル。津々良トンネル（つづらトンネル）、頭川トンネル（ずかわトンネル）ともいう。1931年（昭和6年）開通。全長128m。
新道開通後の現在は通行する人や車はほとんどない。現在は市道であり、高岡側は高岡市道頭川10号線、氷見側は氷見市道脇之谷内頭川線となっている。